# The Evil Dead
The Evil Dead is een Amerikaanse low budget horrorfilm zowel geschreven als geregisseerd door Sam Raimi. Acteur Bruce Campbell kreeg door zijn rol als hoofdpersonage Ashley 'Ash' J. Williams een cultstatus onder fans van horrorfilms.
The Evil Dead werd in 1987 opgevolgd door Evil Dead II, dat verhaaltechnisch niet zozeer een vervolg is, maar een remake met een hoger budget. Raimi en Campbell vervolgden het verhaal met een sprong naar het verre verleden in de derde Evil Dead, getiteld Army of Darkness (1992). Er verscheen in 2013 een (gedeeltelijke) remake van het eerste deel getiteld Evil Dead.
The Evil Dead was een van de eerste films die in Groot-Brittannië het predicaat video nasty kreeg. De onbewerkte versie was er enige tijd verboden. In 2001 mocht voor het eerst de onbewerkte versie weer verspreid worden.

## Verhaal
Cheryl, Ash, Linda, Shelly en Scotty zijn universiteitsstudenten uit Michigan die een vakantie doorbrengen in een afgelegen boshut in een woud in Tennessee. Daar vinden ze het boek Necronomicon en een bandopnemer waar passages uit het boek worden voorgelezen. Zonder het te beseffen, roepen ze een kwaadaardige demon op. Cheryl verlaat de boshut om het vreemde geluid op te zoeken. Ze wordt aangevallen door de bomen, maar kan ontsnappen.
De anderen geloven Cheryl niet en denken dat ze werd aangevallen door een wild dier. Ash wil met haar naar een dorp rijden voor verdere verzorging, maar tot hun ontsteltenis is de enige brug ingestort. Terug in de boshut neemt de demon Cheryl in bezit en verklaart dat hij hen allen zal doden. Scotty sluit haar daarom op in de kelder. Ook Shelly wordt bezeten. Zij valt Scotty aan, maar hij verdedigt zich met een bijl en hakt Shelly aan stukken. Geschokt door haar dood gaat Scotty op zoek naar een alternatieve weg. Tijdens zijn zoektocht wordt hij ook aangevallen door de bomen.
Ash merkt op dat Linda is bezeten, maar zij valt hem niet aan. Scotty komt terug met goed nieuws: hij heeft een bosweg gevonden, maar valt daarop flauw. Linda en Cheryl trachten Ash te overtuigen dat zij niet meer bezeten zijn door de demon. Omdat hij hen niet gelooft, wordt Linda buiten gezet. Zij komt door de achterdeur terug binnen en valt Ash aan met een zwaard. Hij kan haar overmeesteren en steekt haar neer. Hij wil haar daarna in stukken zagen met een kettingzaag, maar krijgt dit niet over zijn hart. Daarom begraaft hij haar. Echter komt ze terug tot leven en valt aan. Ash onthoofdt haar met een schop.
Terug in de blokhut blijkt Cheryl ontsnapt te zijn. Zij zit buiten. Ash gebruikt zijn geweer en schiet haar door de schouder. Daarop barricadeert hij de blokhut en gaat op zoek naar extra kogels. Uit verschillende objecten en gaten in de muur stroomt plots bloed. Een bezeten Scotty komt terug bij bewustzijn en valt Ash aan. Ash gooit Necronomicon in de open haard. Zowel het boek, Scotty als Cheryl beginnen te branden. Cheryl geraakt terug in de blokhut en slaat Ash buiten bewustzijn. Terwijl Scotty hem vastbindt, slaat Cheryl herhaaldelijk met een kolenschop op zijn hoofd.
De demon verlaat het lichaam van Scotty en Cheryl. Zij ontbinden vrijwel onmiddellijk. Ash kan zich bevrijden. Hij loopt naar buiten op zoek naar de demon. In de laatste scène volgt de camera de onzichtbare demon van achter de blokhut, door de blokhut en komt vooraan uit. Daar zit Ash die zich omdraait. Daarop start de aftiteling.

## Rolverdeling
| Acteur             | Personage                            |
| ------------------ | ------------------------------------ |
| Bruce Campbell     | Ashley 'Ash' J. Williams             |
| Ellen Sandweiss    | Cheryl                               |
| Richard DeManincor | Scott                                |
| Betsy Baker        | Linda                                |
| Theresa Tilly      | Shelly                               |
| Sam Raimi          | Lokale visser / stem van de Deadites |